# Nakamurella antarctica
Nakamurella antarctica es una bacteria grampositiva del género Nakamurella. Fue descrita en 2019. Su etimología hace referencia a la Antártida. Es aerobia e inmóvil. Tiene un tamaño de 0,3-0,6 μm de diámetro, con forma de coco. Forma colonias amarillo claro, circulares, lisas y convexas en agar R2A tras 5 días de incubación. También crece en agar NA y TSB pero no en MacConkey. Temperatura de crecimiento entre 4-28 °C, óptima de 20 °C. Catalasa positiva y oxidasa negativa. Tiene un contenido de G+C de 61,6%. Se ha aislado del suelo en las islas Sethland del Sur, en la Antártida.